# Lista stacji i przystanków kolejowych w Wielkim Manchesterze

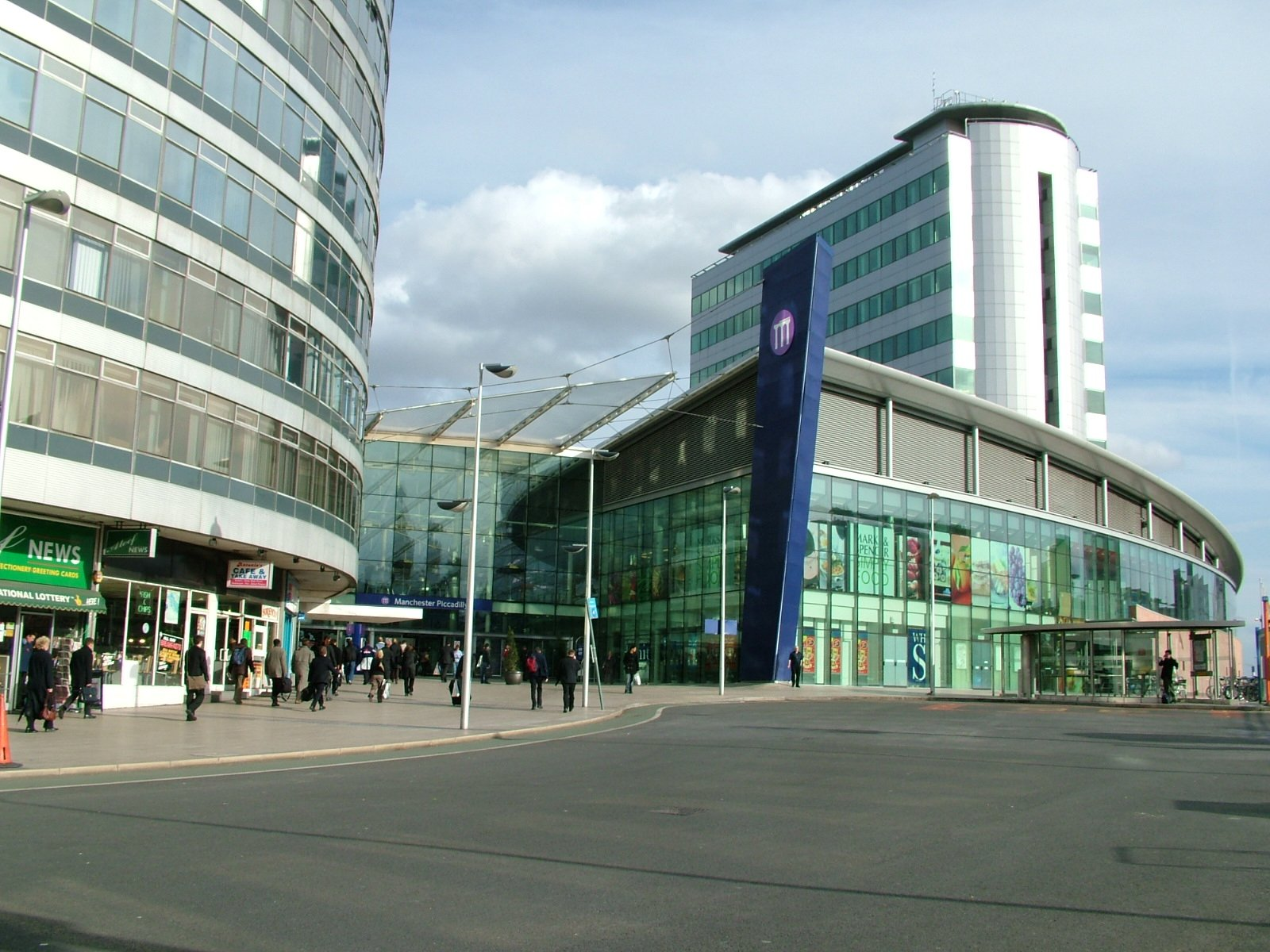
Manchester Piccadilly, główna stacja kolejowa w Manchesterze

Wielki Manchester, hrabstwo metropolitalne w północno-zachodniej Anglii, posiada 229 kilometrów linii kolejowych oraz 100 stacji i przystanków kolejowych. Jednostką odpowiedzialną za organizację transportu miejskiego w aglomeracji Manchesteru jest Transport for Greater Manchester. Większość połączeń obsługuje firma Northern Rail.

## Struktura sieci
Wszystkie linie biegną przez jedną z dwóch głównych stacji: Manchester Victoria lub Manchester Piccadilly. Sieć jest podzielona wokół tych stacji na dwie części, a od czasu zbudowania łącznicy w 1988 r. możliwe stało się swobodne przejeżdżanie pomiędzy północną i południową częścią sieci w aglomeracji. Północna część sieci rozchodzi się promieniście od stacji Manchester Victoria, obsługując zarówno pociągi inter-city do West Yorkshire, północno-zachodniej Anglii i Liverpoolu, jak i składy podmiejskie do Rochdale, Oldham i Wigan. Południowa część rozchodzi się od stacji Manchester Piccadilly i biegnie do stacji Manchester Airport oraz południowej części Manchesteru, Cheshire, Staffordshire, Londynu i innych miast położonych na południe od Manchesteru.
Sieć kolejowa zaczęła się rozwijać podczas rewolucji przemysłowej, gdy rozpoczęła się masowa produkcja tekstyliów. Manchester był forpocztą budownictwa kolejowego podczas ery wiktoriańskiej. 15 września 1830 powstała pierwsza na świecie linia pasażerska, która łączyła Manchester z Liverpoolem. W Manchsterze znajduje się, obecnie zamknięta, najstarsza stacja kolejowa na świecie Manchester Liverpool Road. Od czasu Beeching Axe wiele stacji zostało zamkniętych lub zmniejszonych. Część została przebudowana na szybki tramwaj, z którego powstała sieć Manchester Metrolink.  Podczas przygotowań do Igrzysk Wspólnoty Narodów w 2002 główna stacja Manchesteru, Manchester Piccadilly, została gruntownie wyremontowana i zdaniem angielskich pasażerów uznana za najpiękniejszą dużą stacją kolejową w Anglii.

## Czynne stacje i przystanki kolejowe
| Stacja (kod)                 | Operator             | Linie kolejowe | Liczba pasażerów 2005/6 | Liczba pasażerów 2006/7 | Rok otwarcia | Liczba peronów | Gmina      |
| ---------------------------- | -------------------- | --- | ----------------------- | ----------------------- | ------------ | -------------- | ---------- |
| Altrincham (ALT)             | Northern Rail        | Linia kolejowa Mid-Cheshire | 210021                  | 223338                  | 1881         | 2              | Trafford   |
| Ardwick (ADK)                | Northern Rail        | Linia kolejowa Glossop Linia kolejowa Hope Valley | 358                     | 456                     | 1842         | 2              | Manchester |
| Ashburys (ABY)               | Northern Rail        | Linia kolejowa Glossop Linia kolejowa Hope Valley | 52620                   | 46528                   | 1846         | 2              | Manchester |
| Ashton-under-Lyne (AHN)      | Northern Rail        | Linia kolejowa Huddersfield | 337993                  | 337580                  | 1846         | 2              | Tameside   |
| Atherton (ATN)               | Northern Rail        | Linia kolejowa Manchester - Southport | 225721                  | 231362                  | 1888         | 2              | Wigan      |
| Belle Vue (BLV)              | Northern Rail        | Linia kolejowa Hope Valley | 10138                   | 8467                    | 1875         | 2              | Manchester |
| Blackrod (BLK)               | Northern Rail        | Linia kolejowa Manchester - Preston | 208091                  | 218946                  | 1841         | 2              | Bolton     |
| Bolton (BON)                 | Northern Rail        | Linia kolejowa Manchester - Southport Linia kolejowa Ribble Valley Linia kolejowa Manchester - Preston Linia kolejowa TransPennine North West Magistrala West Coast | 1929990                 | 1952364                 | 1838         | 4              | Bolton     |
| Bramhall (BML)               | Northern Rail        | Linia kolejowa Stafford - Manchester | 144974                  | 164284                  | 1845         | 2              | Stockport  |
| Bredbury (BDY)               | Northern Rail        | Linia kolejowa Hope Valley | 131785                  | 128878                  | 1875         | 2              | Stockport  |
| Brinnington (BNT)            | Northern Rail        | Linia kolejowa Hope Valley | 59217                   | 53495                   | 1977         | 2              | Stockport  |
| Broadbottom (BDB)            | Northern Rail        | Linia kolejowa Glossop | 107315                  | 96795                   | 1842         | 2              | Tameside   |
| Bromley Cross (BMC)          | Northern Rail        | Linia kolejowa Ribble Valley | 226008                  | 210875                  | 1848         | 2              | Bolton     |
| Bryn (BYN)                   | Northern Rail        | Linia kolejowa Liverpool - Wigan | 84850                   | 92213                   | 1869         | 2              | Wigan      |
| Burnage (BNA)                | Northern Rail        | Linia kolejowa South TransPennine Linia kolejowa Styal | 113566                  | 111475                  | 1910         | 2              | Manchester |
| Castleton (CAS)              | Northern Rail        | Linia kolejowa Caldervale Linia kolejowa Oldham Loop | 85695                   | 87758                   | 1875         | 2              | Rochdale   |
| Chassen Road (CSR)           | Northern Rail        | Linia kolejowa Manchester - Liverpool | 27854                   | 27094                   | 1934         | 2              | Trafford   |
| Cheadle Hulme (CHU)          | Northern Rail        | Linia kolejowa Crewe - Manchester Linia kolejowa Stafford - Manchester | 357133                  | 376572                  | 1845*        | 4              | Stockport  |
| Clifton (CLI)                | Northern Rail        | Linia kolejowa Manchester - Preston | 182                     | 277                     | 1847         | 2              | Salford    |
| Daisy Hill (DSY)             | Northern Rail        | Linia kolejowa Manchester - Southport | 115920                  | 113178                  | 1888         | 2              | Bolton     |
| Davenport (DVN)              | Northern Rail        | Linia kolejowa Buxton Linia kolejowa Hope Valley | 145847                  | 155084                  | 1858         | 2              | Stockport  |
| Dean Lane (DNN)              | Northern Rail        | Linia kolejowa Oldham Loop | 28962                   | 26949                   | 1880         | 2              | Manchester |
| Deansgate (DGT)              | Northern Rail        | Linia kolejowa Liverpool - Manchester Linia kolejowa Manchester - Preston Linia kolejowa Stafford - Manchester Linia kolejowa TransPennine North West | 13550                   | 97783                   | 1849         | 2              | Manchester |
| Denton (DTN)                 | Northern Rail        | Linia kolejowa Stockport - Stalybridge | brak danych             | 65                      | 1851         | 2              | Tameside   |
| Derker (DKR)                 | Northern Rail        | Linia kolejowa Oldham Loop | 29456                   | 28080                   | 1985         | 2              | Oldham     |
| East Didsbury (EDY)          | Northern Rail        | Linia kolejowa South TransPennine Linia kolejowa Styal | 158834                  | 158859                  | 1909         | 2              | Manchester |
| Eccles (ECC)                 | Northern Rail        | Linia kolejowa Liverpool - Manchester | 71534                   | 68536                   | 1830         | 2              | Salford    |
| Failsworth (FLS)             | Northern Rail        | Linia kolejowa Oldham Loop | 56500                   | 57147                   | 1881         | 2              | Oldham     |
| Fairfield (FRF)              | Northern Rail        | Linia kolejowa Hope Valley | 7945                    | 7690                    | 1841         | 2              | Tameside   |
| Farnworth (FNW)              | Northern Rail        | Linia kolejowa Manchester - Preston | 25244                   | 22840                   | 1838         | 2              | Bolton     |
| Flixton (FLI)                | Northern Rail        | Linia kolejowa Liverpool - Manchester | 66263                   | 60274                   | 1873         | 2              | Trafford   |
| Flowery Field (FLF)          | Northern Rail        | Linia kolejowa Glossop | 117163                  | 114446                  | 1985         | 2              | Tameside   |
| Gathurst (GST)               | Northern Rail        | Linia kolejowa Manchester - Southport | 47600                   | 50625                   | 1855         | 2              | Wigan      |
| Gatley (GTY)                 | Northern Rail        | Linia kolejowa South TransPennine Linia kolejowa Styal | 173814                  | 152051                  | 1909         | 2              | Stockport  |
| Godley (GDL)                 | Northern Rail        | Linia kolejowa Glossop | 50769                   | 51840                   | 1986         | 2              | Tameside   |
| Gorton (GTO)                 | Northern Rail        | Linia kolejowa Glossop Linia kolejowa Hope Valley | 72062                   | 75452                   | 1842         | 2              | Manchester |
| Greenfield (GNF)             | Northern Rail        | Linia kolejowa Huddersfield | 167882                  | 169831                  | 1849         | 2              | Oldham     |
| Guide Bridge (GUI)           | Northern Rail        | Linia kolejowa Glossop Linia kolejowa Hope Valley Linia kolejowa Stockport to Stalybridge | 154264                  | 147375                  | 1846         | 2              | Tameside   |
| Hag Fold (HGF)               | Northern Rail        | Linia kolejowa Manchester - Southport | 34892                   | 33005                   | 1987         | 2              | Wigan      |
| Hale (HAL)                   | Northern Rail        | Linia kolejowa Mid-Cheshire | 74872                   | 79408                   | 1862         | 2              | Trafford   |
| Hall i' th' Wood (HID)       | Northern Rail        | Linia kolejowa Ribble Valley | 40103                   | 43664                   | 1986         | 2              | Bolton     |
| Hattersley (HTY)             | Northern Rail        | Linia kolejowa Glossop | 38331                   | 32453                   | 1978         | 2              | Tameside   |
| Hazel Grove (HAZ)            | Northern Rail        | Linia kolejowa Buxton Linia kolejowa Hope Valley | 324956                  | 363517                  | 1857         | 2              | Stockport  |
| Heald Green (HDG)            | Northern Rail        | Linia kolejowa South TransPennine Linia kolejowa Styal Linia kolejowa TransPennine North West | 264020                  | 279170                  | 1909         | 2              | Stockport  |
| Heaton Chapel (HTC)          | Northern Rail        | Linia kolejowa Buxton Linia kolejowa Crewe - Manchester Linia kolejowa Stafford - Manchester | 340093                  | 354318                  | 1852         | 2              | Stockport  |
| Hindley (HIN)                | Northern Rail        | Linia kolejowa Manchester - Southport | 126188                  | 135350                  | 1848         | 2              | Wigan      |
| Hollinwood (HOD)             | Northern Rail        | Linia kolejowa Oldham Loop | 45763                   | 48789                   | 1880         | 2              | Oldham     |
| Horwich Parkway (HWI)        | Northern Rail        | Linia kolejowa Manchester - Preston | 238184                  | 262974                  | 1999         | 2              | Bolton     |
| Humphrey Park (HUP)          | Northern Rail        | Linia kolejowa Liverpool - Manchester | 18400                   | 17832                   | 1984         | 2              | Trafford   |
| Hyde Central (HYC)           | Northern Rail        | Linia kolejowa Hope Valley | 37600                   | 42391                   | 1858         | 2              | Tameside   |
| Hyde North (HYT)             | Northern Rail        | Linia kolejowa Hope Valley | 24138                   | 23654                   | 1862         | 2              | Tameside   |
| Ince (INC)                   | Northern Rail        | Linia kolejowa Manchester - Southport | 9978                    | 10743                   | 1863         | 2              | Wigan      |
| Irlam (IRL)                  | Northern Rail        | Linia kolejowa Liverpool - Manchester | 120164                  | 123494                  | 1893         | 2              | Salford    |
| Kearsley (KSL)               | Northern Rail        | Linia kolejowa Manchester - Preston | 16187                   | 21987                   | 1838         | 2              | Bolton     |
| Levenshulme (LVM)            | Northern Rail        | Linia kolejowa Buxton Linia kolejowa Crewe - Manchester Linia kolejowa Stafford - Manchester | 206060                  | 220589                  | 1843         | 2              | Manchester |
| Littleborough (LTL)          | Northern Rail        | Linia kolejowa Caldervale | 223821                  | 210712                  | 1839         | 2              | Rochdale   |
| Lostock (LOT)                | Northern Rail        | Linia kolejowa Manchester - Preston | 125475                  | 126934                  | 1988         | 2              | Bolton     |
| Manchester Airport (MIA)     | TransPennine Express | Linia kolejowa North TransPennine Linia kolejowa South TransPennine Linia kolejowa Styal Linia kolejowa TransPennine North West | 1798594                 | 1959598                 | 1993         | 3              | Manchester |
| Manchester Oxford Road (MCO) | Northern Rail        | Linia kolejowa Chester - Manchester Linia kolejowa Liverpool - Manchester Linia kolejowa Manchester - Preston Linia kolejowa North TransPennine Linia kolejowa Stafford - Manchester Line Linia kolejowa TransPennine North West | 625010                  | 4330755                 | 1849         | 5              | Manchester |
| Manchester Piccadilly (MAN)  | Network Rail         | Linia kolejowa Buxton Linia kolejowa Chester to Manchester Linia kolejowa Crewe - Manchester Linia kolejowa CrossCountry Linia kolejowa Glossop Linia kolejowa Hope Valley Linia kolejowa Liverpool - Manchester Linia kolejowa Manchester - Preston Linia kolejowa Mid-Cheshire Linia kolejowa North TransPennine Linia kolejowa Stafford - Manchester Linia kolejowa Styal Linia kolejowa TransPennine North West Linia kolejowa Welsh Marches Magistrala West Coast | 21230613                | 14513542                | 1842         | 14             | Manchester |
| Manchester United (MUF)      | Northern Rail        | Linia kolejowa Liverpool - Manchester | Brak danych             | 62429                   | 1935         | 1              | Trafford   |
| Manchester Victoria (MCV)    | Northern Rail        | Linia kolejowa Caldervale Linia kolejowa Huddersfield Linia kolejowa Manchester - Liverpool Linia kolejowa Manchester - Preston Linia kolejowa Manchester - Southport Linia kolejowa Oldham Loop Linia kolejowa Ribble Valley | 487898                  | 5060044                 | 1844         | 6              | Manchester |
| Marple (MPL)                 | Northern Rail        | Linia kolejowa Hope Valley | 320702                  | 313684                  | 1862         | 2              | Stockport  |
| Mauldeth Road (MAU)          | Northern Rail        | Linia kolejowa South TransPennine Linia kolejowa Styal | 148466                  | 160041                  | 1909         | 2              | Manchester |
| Middlewood (MDL)             | Northern Rail        | Linia kolejowa Buxton | 10462                   | 13898                   | 1879         | 2              | Stockport  |
| Mills Hill (MIH)             | Northern Rail        | Caldervale Line Oldham Loop Line | 183853                  | 180271                  | 1985         | 2              | Rochdale   |
| Milnrow (MLR)                | Northern Rail        | Linia kolejowa Oldham Loop | 84413                   | 82087                   | 1860         | 1              | Rochdale   |
| Moorside (MSD)               | Northern Rail        | Linia kolejowa Manchester - Southport | 25847                   | 23171                   | 1888         | 2              | Salford    |
| Moses Gate (MSS)             | Northern Rail        | Linia kolejowa Manchester - Preston | 12054                   | 13209                   | 1838         | 2              | Bolton     |
| Mossley (MSL)                | Northern Rail        | Linia kolejowa Huddersfield | 188272                  | 180824                  | 1849         | 2              | Tameside   |
| Moston (MSO)                 | Northern Rail        | Linia kolejowa Caldervale Linia kolejowa Oldham Loop | 52205                   | 51573                   | 1872         | 2              | Manchester |
| Navigation Road (NVR)        | Northern Rail        | Linia kolejowa Mid-Cheshire | 38818                   | 42891                   | 1931         | 1              | Trafford   |
| New Hey (NHY)                | Northern Rail        | Linia kolejowa Oldham Loop | 32888                   | 33681                   | 1860         | 1              | Rochdale   |
| Newton for Hyde (NWN)        | Northern Rail        | Linia kolejowa Glossop | 116761                  | 109214                  | 1841         | 2              | Tameside   |
| Oldham Mumps (OLM)           | Northern Rail        | Linia kolejowa Oldham Loop | 263315                  | 263079                  | 1847         | 2              | Oldham     |
| Oldham Werneth (OLW)         | Northern Rail        | Linia kolejowa Oldham Loop | 38409                   | 35006                   | 1842         | 2              | Oldham     |
| Orrell (ORR)                 | Northern Rail        | Linia kolejowa Kirkby Branch | 65703                   | 64974                   | 1848         | 2              | Wigan      |
| Patricroft (PAT)             | Northern Rail        | Linia kolejowa Liverpool - Manchester | 20471                   | 22440                   | 1830         | 2              | Salford    |
| Pemberton (PEM)              | Northern Rail        | Linia kolejowa Kirkby Branch | 40964                   | 36514                   | 1848         | 2              | Wigan      |
| Reddish North (RDN)          | Northern Rail        | Linia kolejowa Hope Valley | 89086                   | 91259                   | 1875         | 2              | Stockport  |
| Reddish South (RDS)          | Northern Rail        | Linia kolejowa Stockport - Stalybridge | brak danych             | 120                     | 1859         | 1              | Stockport  |
| Rochdale (RCD)               | Northern Rail        | Linia kolejowa Caldervale Linia kolejowa Oldham Loop | 641487                  | 651679                  | 1839         | 3              | Rochdale   |
| Romiley (RML)                | Northern Rail        | Linia kolejowa Hope Valley | 214607                  | 190315                  | 1862         | 2              | Stockport  |
| Rose Hill Marple (RSH)       | Northern Rail        | Linia kolejowa Hope Valley | 73497                   | 70943                   | 1869         | 1              | Stockport  |
| Ryder Brow (RRB)             | Northern Rail        | Linia kolejowa Hope Valley | 17284                   | 17029                   | 1985         | 2              | Manchester |
| Salford Central (SFD)        | Northern Rail        | Linia kolejowa Manchester - Preston Linia kolejowa Manchester - Southport Linia kolejowa Ribble Valley | 116794                  | 118807                  | 1838         | 2              | Salford    |
| Salford Crescent (SLD)       | Northern Rail        | Linia kolejowa Manchester - Preston Linia kolejowa Manchester - Southport Linia kolejowa Ribble Valley Linia kolejowa TransPennine North West | 670619                  | 701476                  | 1987         | 2              | Salford    |
| Shaw and Crompton (SHA)      | Northern Rail        | Linia kolejowa Oldham Loop | 286120                  | 298278                  | 1863         | 2              | Oldham     |
| Smithy Bridge (SMB)          | Northern Rail        | Linia kolejowa Caldervale | 98319                   | 93868                   | 1985         | 2              | Rochdale   |
| Stalybridge (SYB)            | TransPennine Express | Linia kolejowa Huddersfield Linia kolejowa North TransPennine Linia kolejowa Stockport - Stalybridge | 687664                  | 699931                  | 1845         | 3              | Tameside   |
| Stockport (SPT)              | Virgin Trains        | Linia kolejowa Buxton Linia kolejowa Crewe t- Manchester Linia kolejowa CrossCountry Linia kolejowa Hope Valley Linia kolejowa Mid-Cheshire Linia kolejowa South TransPennine Linia kolejowa Stafford - Manchester Linia kolejowa Stockport - Stalybridge Magistrala West Coast | 2011910                 | 2237758                 | 1843         | 6              | Stockport  |
| Swinton (SNN)                | Northern Rail        | Linia kolejowa Manchester - Southport | 71930                   | 75500                   | 1887         | 2              | Salford    |
| Trafford Park (TRA)          | Northern Rail        | Linia kolejowa Liverpool - Manchester | 29317                   | 34690                   | 1904         | 2              | Trafford   |
| Urmston (URM)                | Northern Rail        | Linia kolejowa Liverpool - Manchester | 205931                  | 197871                  | 1873         | 2              | Trafford   |
| Walkden (WKD)                | Northern Rail        | Linia kolejowa Manchester - Southport | 151113                  | 156771                  | 1888         | 2              | Salford    |
| Westhoughton (WHG)           | Northern Rail        | Linia kolejowa Manchester - Southport | 107253                  | 118458                  | 1848         | 2              | Bolton     |
| Wigan North Western (WGN)    | Virgin Trains        | Linia kolejowa Blackpool - Liverpool Linia kolejowa Liverpool - Wigan Magistrala West Coast | 1396601                 | 544313                  | 1838         | 6              | Wigan      |
| Wigan Wallgate (WGW)         | Northern Rail        | Linia kolejowa Kirkby Branch Linia kolejowa Manchester - Southport | 432238                  | 1285028                 | 1896         | 3              | Wigan      |
| Woodley (WLY)                | Northern Rail        | Linia kolejowa Hope Valley | 32109                   | 28810                   | 1862         | 2              | Stockport  |
| Woodsmoor (WSR)              | Northern Rail        | Linia kolejowa Buxton Linia kolejowa Hope Valley | 98185                   | 105182                  | 1990         | 2              | Stockport  |

1. 1 2 3  2 pozostałe perony używane są przez Manchester Metrolink[11][12]
2. ↑  Otwarty w 1839; zamknięty w 1842;  odbudowany 25 marca 1985 w tym samym miejscu[14].
3. ↑  Dodatkowo jeden peron używany przez Metrolink[18].